# Satnica
 Ovo je glavno značenje pojma Satnica. Za naselje i općinu u okolici Đakova pogledajte Satnica Đakovačka.
Satnica je naselje u Hrvatskoj, regiji Slavoniji u Osječko-baranjskoj županiji i nalazi se u općini Petrijevci.

## Zemljopisni položaj
Satnica se nalazi na 93 metara nadmorske visine u nizini istočnohrvatske ravnice uz selo protječe rijeka Karašica. Selo se nalazi oko 1,5 km južno od državne ceste D34 Osijek – Valpovo i oko 2,5 km sjeverno od državne ceste D2 Osijek- Našice. Susjedna naselja: istočno Petrijevci, te zapadno Ladimirevci, sjevernozapadno Šag naselja u sastavu grada Valpova. Jugozapadno se nalazi Bizovac i južno Samatovci naselja u općini Bizovac. Pripadajući poštanski broj je 31222 Bizovac, telefonski pozivni 031 i registarska pločica vozila OS (Osijek). Površina katastarske jedinice naselja Satnica je 10,35 km2.

## Stanovništvo
| broj stanovnika | 590   | 673   | 671   | 696   | 786   | 884   | 889   | 865   | 791   | 812   | 762   | 709   | 702   | 645   | 629   | 571   | 537   |
|                 | 1857. | 1869. | 1880. | 1890. | 1900. | 1910. | 1921. | 1931. | 1948. | 1953. | 1961. | 1971. | 1981. | 1991. | 2001. | 2011. | 2021. |

## Crkva
U selu se nalazi rimokatolička crkva Sv. Katarine Aleksandrijske koja pripada katoličkoj župi Sv. Petra apostola u Petrijevcima i valpovačkom dekanatu Đakovačko-osječke nadbiskupije. Crkveni god (proštenje) ili kirvaj slavi se 25. studenoga.

## Obrazovanje i školstvo
U selu nalazi škola do 4. razreda koja radi u sklopu Osnovne škole Petrijevci.

## Kultura
Muška pjevačka skupina "Satničani" Satnica.

## Šport
NK Satnica natječe se u sklopu 2. ŽNL NS Valpovo – Donji Miholjac, 2013./14. Klub je registriran 1958.

## Ostalo
U selu djeluje Dobrovoljno vatrogasno društvo Satnica, osnovano 1935-1988; 2013., te Udruga športskih ribolovaca "Smuđ" Satnica.

## Vanjske poveznice
- Službene stranice Općine Petrijevci
- Osnovna škola Petrijevci  Arhivirana inačica izvorne stranice od 3. veljače 2014. (Wayback Machine)